# Ledinsko Razpotje
Ledinsko Razpotje je naselje v Občini Idrija. Ustanovljeno je bilo leta 2009 iz dela ozemlja naselij Idršek in Pečnik. Leta 2015 je imelo 105 prebivalcev.